# Poráč
Poráč (Hongaars: Vereshegy) is een Slowaakse gemeente in de regio Košice, en maakt deel uit van het district Spišská Nová Ves.
Poráč telt 1.015 inwoners.